# Stefano Ostojić
Stefano Ostojić (in serbo croato Stjepan/Stefan Ostojić, Стјепан/Стефан Остојић; ... – dopo il 1420), fu un membro della nobile famiglia dei Kotromanić che governò come re di Bosnia dalla morte del padre Ostoja nel 1418 fino alla sua deposizione da parte della nobiltà nel 1420.

## Biografia

### Primi anni
Discendente della famiglia dei Kotromanić, Stefano era l'unico figlio legittimo di re Ostoja di Bosnia, nato dalla sua seconda moglie, Kujava Radinović. I suoi genitori si sposarono nel 1399, mentre Stefano appare per la prima volta nei documenti storici alla fine del 1408 tra i testimoni della donazione del padre ai fratelli nobili Vukić e Juraj Radivojević per il loro fedele servizio. Insieme alla madre, Stefano fu tra i promotori di un documento emesso dal padre ai sensi del quale venivano concessi dei privilegi commerciali alla Repubblica di Ragusa nel 1409. Re Ostoja ripudiò la regina Kujava nel 1416 e pare che anche Stefano abbandonò la corte; il cronista ragusano del XVI secolo Mavro Orbini afferma che Stefano è citato come avversario di Ostoja nel 1417. Il re bosniaco si risposò immediatamente, prendendo come terza moglie la ricca vedova Elena Nelipić. Il 22 luglio 1417 Stefano si riconciliò con il padre e, insieme alla matrigna, approvò un'altra donazione di Ostoja ai fratelli Radivojević, che avevano contribuito a reprimere una ribellione in Zaclumia, la cui autorità della regione passò in capo a Stefano.

### Regno
Il re Ostoja morì nel 1418 e fu convocato uno stanak (assemblea) per riconoscere Stefano come nuovo re. Il neo-eletto sovrano ripristinò immediatamente gli onori reali della madre e fece imprigionare la matrigna. Il primo atto di Stefano come sovrano fu quello di notificare a Ragusa la sua elezione e di reclamare i tributi che gli spettavano. Un'incursione ottomana permise ai ragusani di ritardare il pagamento. Stefano assunse alla sua corte Miho Kaboga (della famiglia ragusana dei Caboga), un vecchio protovestiario del granduca Hrvoje Vukčić Hrvatinić, e ben presto cadde sotto la sua influenza, che la nobiltà mal sopportava. Kaboga lo esortò a conquistare la città ragusana di Stagno, sostenendo che non era fortemente fortificata e che la penisola di Sabbioncello non vantava protezioni naturali. Stefano rivendicò la casa degli Hrvatinić a Ragusa, così come la costa intorno a Slano e tutti i «beni reali», ma alla fine cambiò idea. Dopo un consiglio tenutosi con la madre e la nobiltà nella città di Zvečaj nel marzo del 1419, Stefano confermò i privilegi concessi a Ragusa dai suoi predecessori. Lo stesso anno confermò la vendita di Canali e della fortezza di Sokol del suo vassallo Sandalj Hranić Kosača a Ragusa.
Nel settembre del 1419, Stefano offrì un'alleanza alla Repubblica di Venezia in tutte le sue guerre, godendo poi della guerra per l'Albania contro Balša III. Il conflitto mise a dura prova i suoi rapporti con il vassallo Kosača, patrigno e protettore di Balša, ma i due non si impegnarono direttamente. Quando l'esercito ottomano guidato da Ishak Bey lanciò un'incursione in Bosnia, mirando in particolare ai domini di Stefano e dei suoi parenti materni e sostenitori, la famiglia nobile dei Pavlović, Kosača colse l'occasione per rivoltarsi contro Stefano e dichiarare il suo sostegno al deposto re Tvrtko II, suo cugino e rivale di lunga data del padre sostenuto dagli ottomani, una decisione questa seguita da altri magnati. Stefano fu formalmente detronizzato nell'agosto del 1420 e l'ultimo documento esistente che lo menziona risale all'aprile 1421, quando si offrì di rinnovare l'alleanza con Venezia.